# 자동차 산업

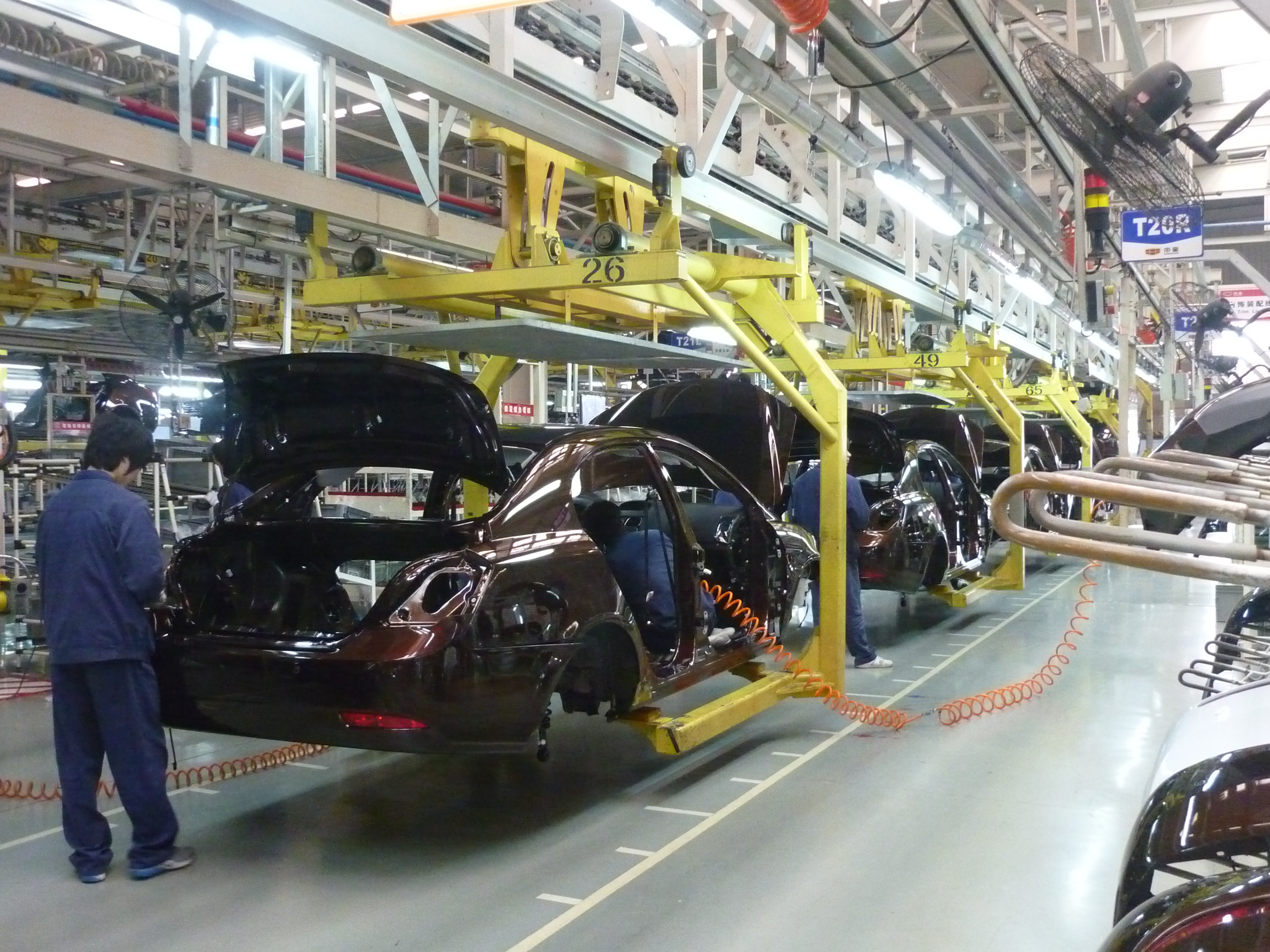
현 시대의 자동차 조립 라인

자동차 산업(自動車 産業, automotive industry) 또는 자동차 공업은 자동차 등 동력 차량의 디자인, 설계, 개발, 제조, 마케팅, 판매, 수리 및 개조와 관련된 기업 및 조직으로 구성되며, 수익 기준으로 세계에서 가장 큰 산업 중 하나이다.

## 경영 형태
자동차 산업의 경영 형태는 생산되는 자동차의 양산 방식과 차종에 따라서 대량생산 경영과 비양산 경영 형태의 2가지로 나눌 수 있다. 대량생산 경영형태는 미국의 제너럴 모터스(GM, General Motors)나 일본의 토요타 등 다수 자동차 기업들의 경영 형태이며, 후자의 비양산 경영형태는 프랑스의 부가티(Bugatti)나 이탈리아의 파가니(Pagani)와 같이 소수의 차종을 소량 생산하는 형태이다. 대량생산 경영형태는 대량생산에 따른 저가격 추구 메이커로서 일반적인 자동차 메이커의 경영형태는 대부분 대량생산이다. 이는 다시 다종차종 대량생산과 단종차종 대량생산으로 구분할 수 있다. 전자는 전계열적(全系列的) 생산형태로서 풀라인(full line) 생산형태라고도 하며, 제너럴 모터스(GM)가 대표적이다. 수요의 전영역에 해당하는 차종을 갖추어 저가부터 고가까지 다양한 차급을 공급하여 이용자의 수요에 폭넓게 대응하는 방식이다. 반면, 단종차종 대량생산은 미국의 지프(Jeep)가 대표적으로, 특징 있는 단일종(지프의 경우 SUV 차량)의 자동차를 중심으로 대량생산하는 형태이다.

## 생산공정
자동차의 생산은 종합공업의 이름대로 완성차 메이커를 중심으로 차종에 따라 차체공정을 분담하는 차체제조회사와 부품제조회사에 의해서 생산된다. 자동차생산에 관여하는 기업체는 새시 및 완성조립공장·제품제조공장으로 나누어지는데, 제조회사에 따라 공정간에 다소의 차이가 있다. 자동차의 생산공정은 수입검사에서 시작하여 완성차의 검사조정까지 수많은 공정을 거쳐 조립됨을 알 수 있다. 자동차의 생산에 있어 요구되는 조건은 완전성·조정성·거주성·내구성·경제성 및 보수의 용이성 등이다. 완성 메이커 및 1부 대규모 부품메이커는 설비개선, 범용기계의 전용기계로의 대체, 그리고 자동화에 의해서 흐름작업양식에 의한 대량생산방식을 사용하고 있는데, 자동차 생산공정에 있어서는 기계가공부문의 자동화가 가장 진전되어 있다.  또한 생산공정과 관련된 하청기업 형성의 원인문제로서 완성차메이커가 많은 부분품을 내부에서 제조하지 못하는 기술적 이유는 ① 일반생산공정과 다른 원재료를 사용하는 생산설비·제조방법을 필요로 하며, ② 종류가 다수이므로 전부를 제조하면 오히려 관리면에서 더욱 복잡해지고, ③ 타부품가 독립된 기능부품으로 별개의 설계·생산되는 것 등을 들 수 있다. 이것은 결국 자본절약과 경기에 따른 경영의 탄력성을 가져온다고 할 수 있다.

## 경영조직
오늘날의 자동차공업의 경영조직은 기술혁신과 시장동향에 따라 매우 신축성이 있다. 그 이유는 시장에 있어서의 극심한 경쟁과 생산부문에 있어서의 대량생산 체제에 따른 근대적 관리방식의 채택과 직무의 기능별 분화에 연유한다.  (1) 완성차메이커의 경영조직 ― ① 중역실(회장·사장·전무·상무·비서실·기획조사실), ② 기계계산부(계획·계산), ③ 총무부(서무·문서·관재·PR·보안), ④ 인사부(인사·노무·후생·교육훈련), ⑤ 경리부(회계·원가계산·원가조사·표준원가·감사·재무관리), ⑥ 구매부(관리·기술·부품·차체·자재·기공·시설), ⑦ 업무부(조사·기술정보·차량·부품·제품관리), ⑧ 수출부(수출·조립기술·수출기술·시장정보·차량관리), ⑨ 생산관리부(생산계획·공정계획·검사·자재관리·부품관리), ⑩ 시설부(기획·공장건축보수·설비·동력), ⑪ 생산기술부(관리·기획·기발·설비·공기구), ⑫ 기계기술부(기계설비·기술관리·기계기술·공기설계·공중관리·공구기술·공구정비), ⑬ 품질관리부(관리·품질보증·시험·부품·차량·자재), ⑭ 기술관리부(사무·관리·특허), ⑮ 기술부(엔진·새시·차체의 디자인·설계의 시작·실험·재료).  (2) 차체제조회사의 경영조직 ― ① 중역실(중역회의·비서), ②  총무부(서무·문서·조사), ③ 인사부(인사·노무·후생·교육훈련), ④ 경리부(경리·원가계산), ⑤ 업무부(영업·수출·완성품), ⑥ 구매부(총괄·자재·부품), ⑦ 설비부(계획·설비), ⑧ 생산관리부(계획·공무보급관리), ⑨ 기술부(설계·실험), ⑩ 디자이너실, ⑪ 차종담당실(ⅰ.  생산기술부：형설계·공기구·기계·시작, ⅱ.  제조부：프레스·조립·도장·시운전준비·검사, ⅲ . 품질관리부：부품·차량·서비스).  (3) 부품제조회사의 경영조직 ― ① 제품기획실(기술부·설계·시작), ② 주임실(ⅰ. 연구부：연구주임·조사, ⅱ. 개발부：신제품·신기술, ⅲ. 품질보증부：품질관리·검사·시험, ⅳ. 자재부：자재·기공·자재관리, ⅴ. 생산기획부：외주기획·생산기술·전용기계설계·설비·원동·영선, ⅵ. 생산부：부품에 따라 과가 설정된다).  이러한 경영조직상의 직제 이외에 기획·안전·위생·원가·제안심사 등의 위원회가 설치되어 있는 경우도 있다.

## 국제동향
세계의 자동차공업은 1983년 이후 유가안정가 경기회복에 힘입어 제1·2차 에너지파동과 경기침체로 인한 불황을 벗어나 안정적인 생산·수요증가세를 보였으나 1980년대 말 경제성장세의 둔화에 따른 내구소비재 수요의 둔화와 그간의 판매호조로 선진국의 자동차 수요가 포화상태에 도달함에 따라 그 증가세가 둔화되고 있다.
세계의 자동차 생산은 1989년 4,955만대로 1985년 이후 연평균 2.6%의 신장세를 나타내 1980∼1985년 중의 연평균 생산증가율 3.1%에 비해서 다소 둔화되었다. 국가별로는 일본이 무역마찰회피를 위한 현지생산확대에도 불구하고 엔고(高)에 대응한 국내수요 확대정책에 힘입어 내수가 호조를 유지함에 따라 세계 최대생산국으로서의 지위를 점하고 있다. 미국은 국내 자동차 수요의 회복으로 생산이 1984∼1988년간은 증가세를 보였으나 1989년에는 경제성장의 둔화와 가동차 경기의 하강국면 진입으로 감소추세를 보인 가운데 빅3(포드·GM·크라이슬러)의 생산은 둔화된 반면에 일본 자동차 업계의 미국 현지공장에서의 생산은 증가세를 보였다. 서유럽국가들의 자동차 생산은 1983년 이후의 경기호조가 지속됨에 따라 증가세를 유지하고 있다. 국가별로는 중·대형차 등 고급차 부문에서 비교우위를 확보하고 있는 서독이 제1위의 위치를 고수하고 있는 가운데 부가가치세 인하와 실질경제성장율의 상승으로 구매력이 증대된 프랑스와 이탈리아의 생산증가률이 상대적으로 높고 에스파냐가 저임금을 활용하기 위한 외국기업들의 투자진출로 세계 제7위의 자동차 생산국으로 부상하였다. 1970년대 후반 이후 생산의 부진을 보이고 있던 영국도 일본업체의 현지생산확대에 힘입어 외형적으로는 증가세를 나타냈다. 세계의 자동차 수요는 1980년대 중반의 판매호조현상이 둔화되면서 1980년대 후반에는 연평균 2%의 완만한 증가세를 보였다. 국가별로는 미국시장이 1988년 이후 경제성장둔화에 따른 민간소비지출의 감퇴로 수요감소현상을 보인 반면에 일본은 경기호조에 따른 복수구입 수요의 증가에 힘입어 지속적인 성장세를 보이고 있으며, 유럽시장도 경기호조에 따른 실질소득의 증가와 세제개편 등의 소비확대 요인에 힘입어 1985년 이후 수요증가세가 지속되고 있다.

## 같이 보기
- 자동차 생산량에 따른 나라 목록